# Eunicea multicauda
Eunicea multicauda is een zachte koraalsoort uit de familie Plexauridae. De koraalsoort komt uit het geslacht Eunicea. Eunicea multicauda werd in 1816 voor het eerst wetenschappelijk beschreven door Lamarck. 